# Belœil (Belgien)
Belœil ist eine Gemeinde in der belgischen Provinz Hennegau.
Belœil besteht aus den Orten Basècles, Belœil, Ramegnies, Thumaide, Wadelincourt, Aubechies, Ellignies-Sainte-Anne, Quevaucamps, Grandglise und Stambruges. Die Gemeinde ist nach dem Schloss Belœil benannt, dem Schloss der Fürsten von Ligne. Eine andere Bezeichnung, die man auf alten Karten findet, ist Bailleul. Die Gemeindeverwaltung hat ihren Sitz in Quevaucamps, vor dem Eingang zum Schloss gibt es zwar einen kleinen Ort mit dem Namen Belœil, dieser ist aber vergleichsweise unbedeutend.

## Städtepartnerschaften
Partnergemeinden von Belœil sind:
| - Crosne, Département Essonne, Frankreich - Schotten, Hessen, Deutschland - Maybole, Schottland - Arco (Trentino), Italien | - Bogen, Bayern, Deutschland - Rýmařov, Tschechien - Roccella Jonica, Kalabrien, Italien - Ozimek, Polen |

## Persönlichkeiten

### Söhne und Töchter der Gemeinde
- Claudius von Ligne (1685–1766), kaiserlicher Generalfeldmarschall sowie 6. Fürst von Ligne
- Florent Cunier (1812–1852), Augenarzt und Begründer der belgischen Augenheilkunde
- Baron Édouard Louis Joseph Empain (1852–1929), Ingenieur, Unternehmer, Finanzier und Industrieller
- Roger Lallemand (1932–2016), Politiker
- Frédéric Amorison (* 1978), Radrennfahrer
- Émilie Dequenne (1981–2025), Schauspielerin

### Personen, die vor Ort gewirkt haben
- Eugène de Ligne (1804–1880), Politiker, starb in Belœil.

## Nachweise
1. ↑  Website der Gemeinde – Beloeil et ses villes jumelées (Memento vom 11. Februar 2017 im Internet Archive)